# Jahmil French
Jahmil French (Toronto, 29 de julio de 1991-1 de marzo de 2021) fue un actor canadiense.

## Carrera artística
A lo largo de su carrera artística fue reconocido fundamentalmente por su papel como Dave Turner en la serie de televisión Degrassi: The Next Generation, actuación por la que recibió una nominación a los Canadian Screen Awards en la primera edición de los premios en 2013. Nuevamente fue nominado en el mismo evento en 2018 por su desempeño en la película Boost, de Darren Curtis.
French falleció el 1 de marzo de 2021 a los 29 años. La noticia fue confirmada por su representante y no se hicieron públicas ni la causa ni las circunstancias de su muerte.

## Filmografía

### Cine
| Año  | Título                        | Papel                     | Notas |
| ---- | ----------------------------- | ------------------------- | ----- |
| 2014 | A Day Late and a Dollar Short | Dingus                    |       |
| 2014 | Rocky Road                    | Razor                     |       |
| 2015 | Lead with Your Heart          | Jackson                   |       |
| 2016 | The Night Before Halloween    | Kyle                      |       |
| 2016 | Boost                         | Anthony 'A-Mac' Macdonald |       |
| 2016 | The Infamous                  | Luke Ward                 |       |
| 2018 | At First Light                | Nathan                    |       |
| 2018 | TMI Crossing the Threshold    | James Langston            |       |
| 2019 | Dalia                         | Rock                      |       |

### Televisión
| Año       | Título                        | Papel         | Notas             |
| --------- | ----------------------------- | ------------- | ----------------- |
| 2009      | Flashpoint                    | Matt Medeiros | 1 episodio        |
| 2009–2010 | Degrassi: Minis               | Dave Turner   | Reparto principal |
| 2009–2013 | Degrassi: The Next Generation | Dave Turner   | Reparto principal |
| 2014      | The Divide                    | Trey Page     | Reparto principal |
| 2015      | Remedy                        | PJ Byrd       | Reparto principal |
| 2016      | Incorporated                  | Spider        | 1 episodio        |
| 2018      | Let's Get Physical            | Snacks        | Reparto principal |
| 2019      | Soundtrack                    | Dante Mendoza | Reparto principal |